# Panna Maria Andělská

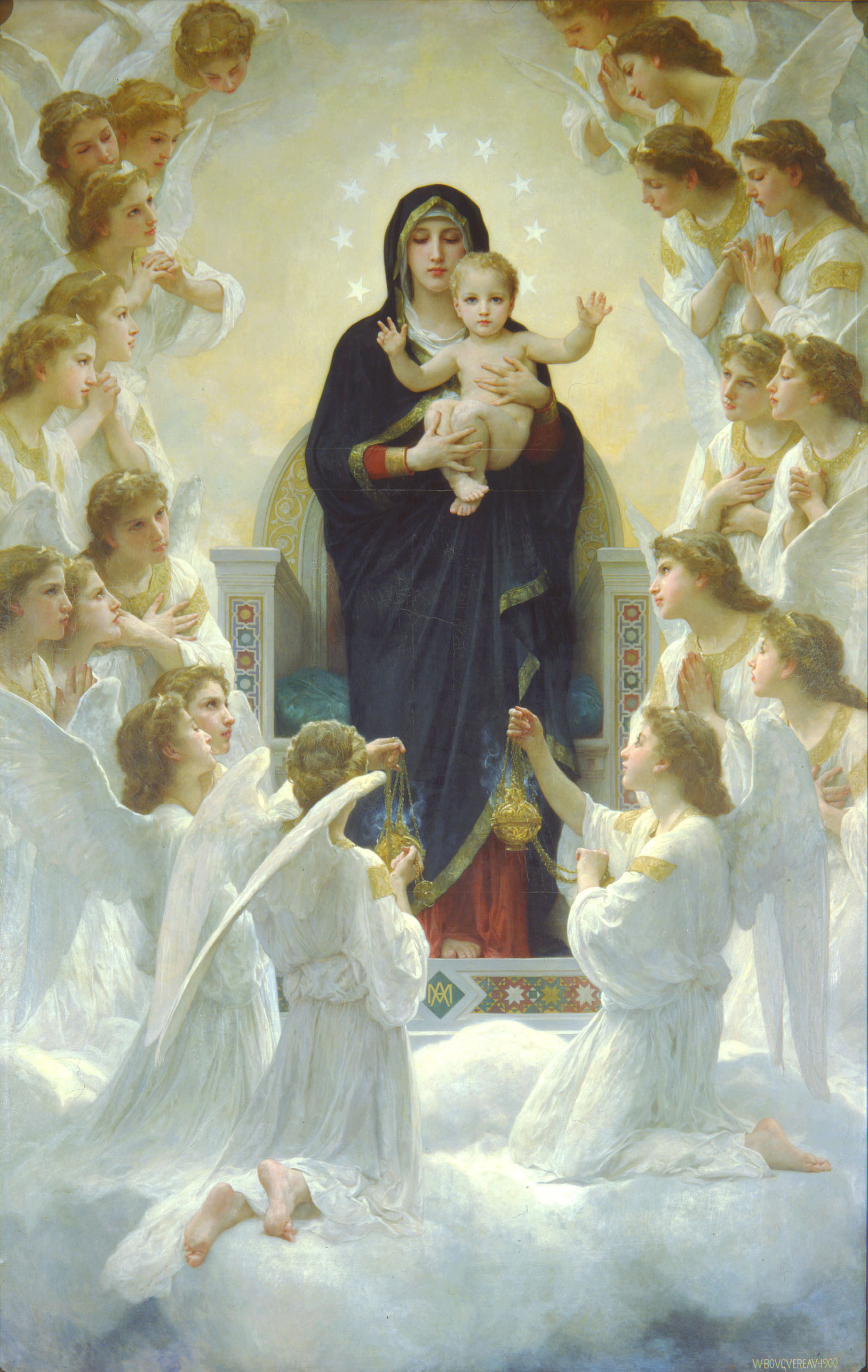
Panna Maria, královna andělů (Regina Angelorum) na obraze od Williama-Adolphe Bouguereau

Panna Maria Andělská je titul, který katolická církev přiznává Bohorodičce, Panně Marii. Svátek Panny Marie Andělské (z Porciunkule) je slaven 2. srpna, často je tento svátek označován pouze jako Porciunkule.
Katolická nauka učí, že démoni jsou duchovní bytosti, které se odmítly podřídit Bohu a jeho řádu. V kontrastu vůči ďábelské neposlušnosti stojí Panna Maria se svým "Fiat" - "Staň se vůle Tvá", které Maria pronáší jako odpověď v situaci, kdy jí anděl zvěstuje, že se stane matkou Spasitele světa. Lk 1, 30-33 (Kral, ČEP). Ve 12. kapitole Zjevení Janova se hovoří o "ženě oděné sluncem, s korunou dvanácti hvězd". Zj 12, 1 (Kral, ČEP) Tento text z písma dal vzniknout katolické nauce o korunovaci Panny Marie na nebesích. Marie se tedy stala v katolickém pojetí člověkem - ženou, který byl povýšen nad anděly.
Panna Maria Andělská je uctívána v řadě sakrálních památek, například v kostele Panny Marie Andělské (Hradčany) či v bazilice Panny Marie Andělské u města Assisi, která v sobě zahrnuje malý kostelíček zvaný Porciunkule z 9. století, který je též sám zasvěcen Panně Marii Andělské a je úzce spjat s životem svatého Františka z Assisi a františkánským řádem vůbec.